# Čiekurkalns
Čiekurkalns er en af Rigas 47 bydele (lettisk: apkaime, sing.). Čiekurkalns har 8.194 indbyggere og dets areal udgør 567 hektar, hvilket giver en befolkningstæthed på 14 indbyggere per hektar.

## Eksterne kildehenvisninger
- Apkaimes – Rigas bydelsprojekt